# RGB-färgrymd

Visualisation av RGB-färgrymden.

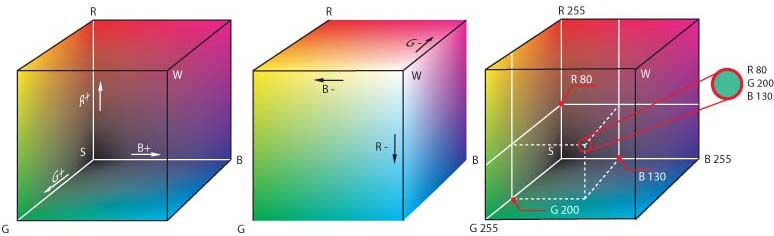
RGB-kub.

En RGB-färgrymd är en additiv färgrymd baserad på RGB-färgmodellen, där RGB står för röd-grön-blå. Det kan konstrueras en mängd olika sådana färgrymder, där var och en definieras av kromaticiteten hos de tre valda primärfärgerna. Den fullständiga specifikationen av en RGB-färgrymd kräver också en definierad vitpunkt och en gammakurva. År 2007 är sRGB den i särklass mest använda RGB-färgrymden.